# Fondaco dei Tedeschi

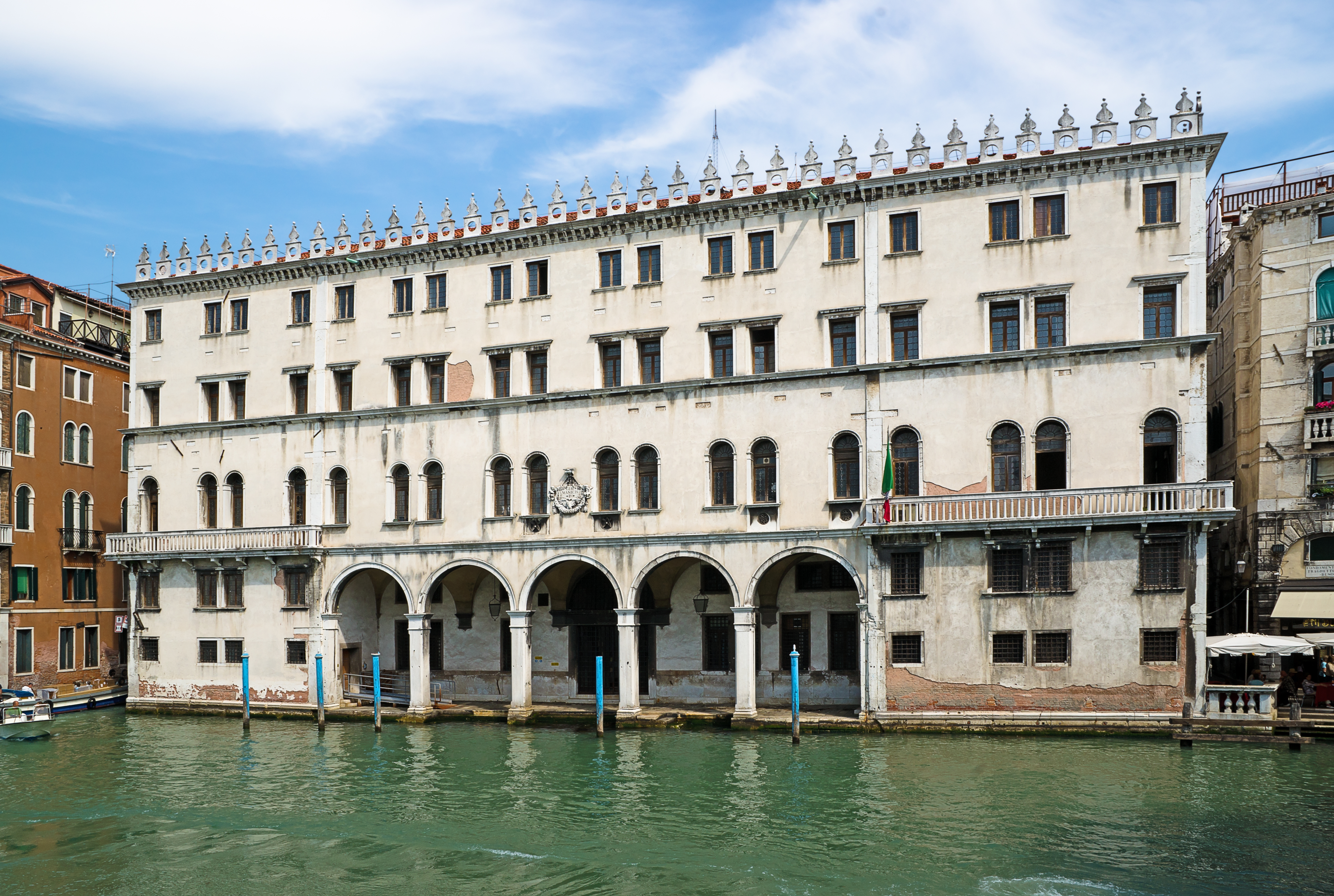
Het Fondaco dei Tedeschi

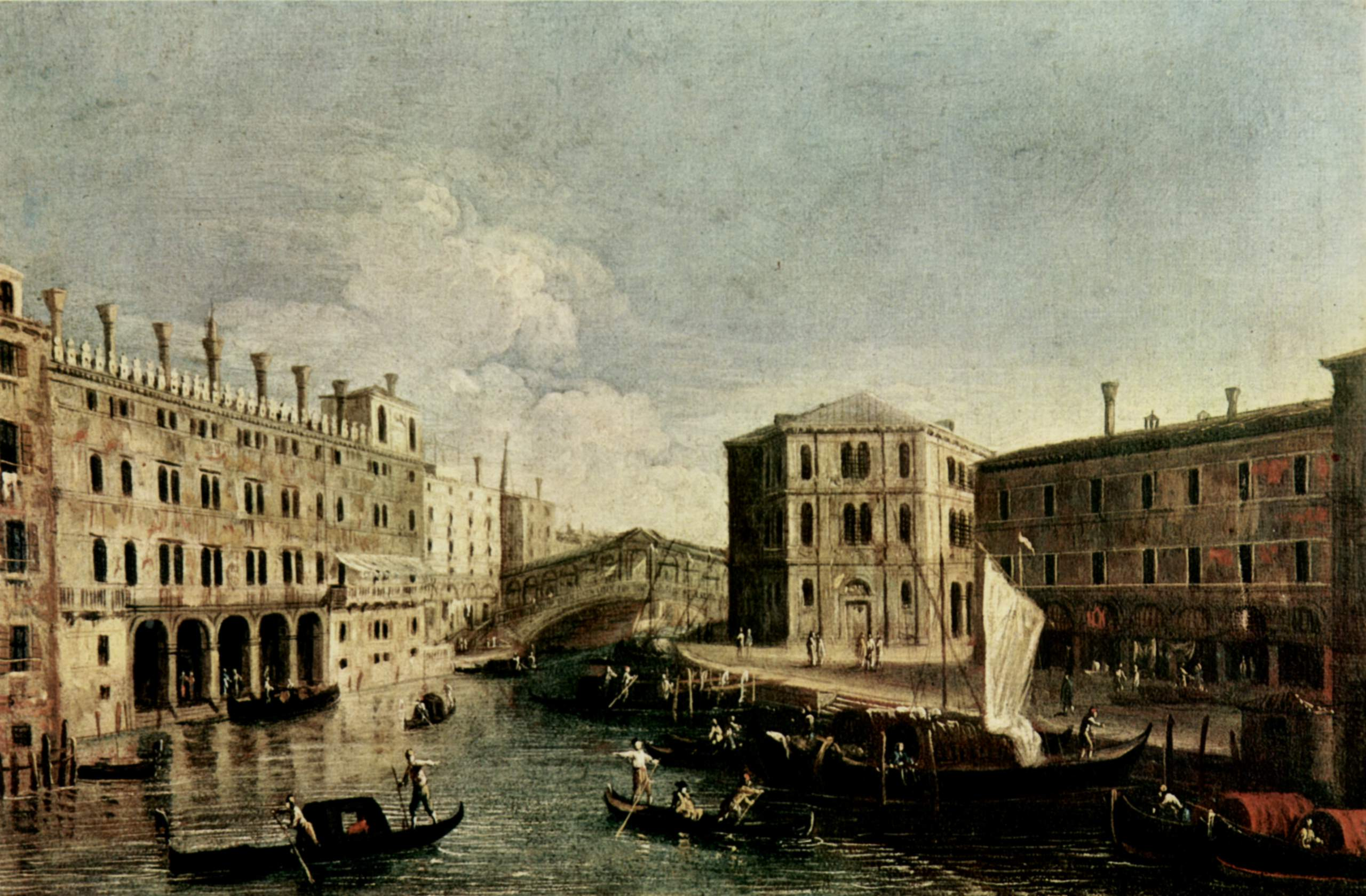
Canaletto: Het Canal Grande met de Ponte Rialto en links het Fondaco dei Tedeschi in 1730

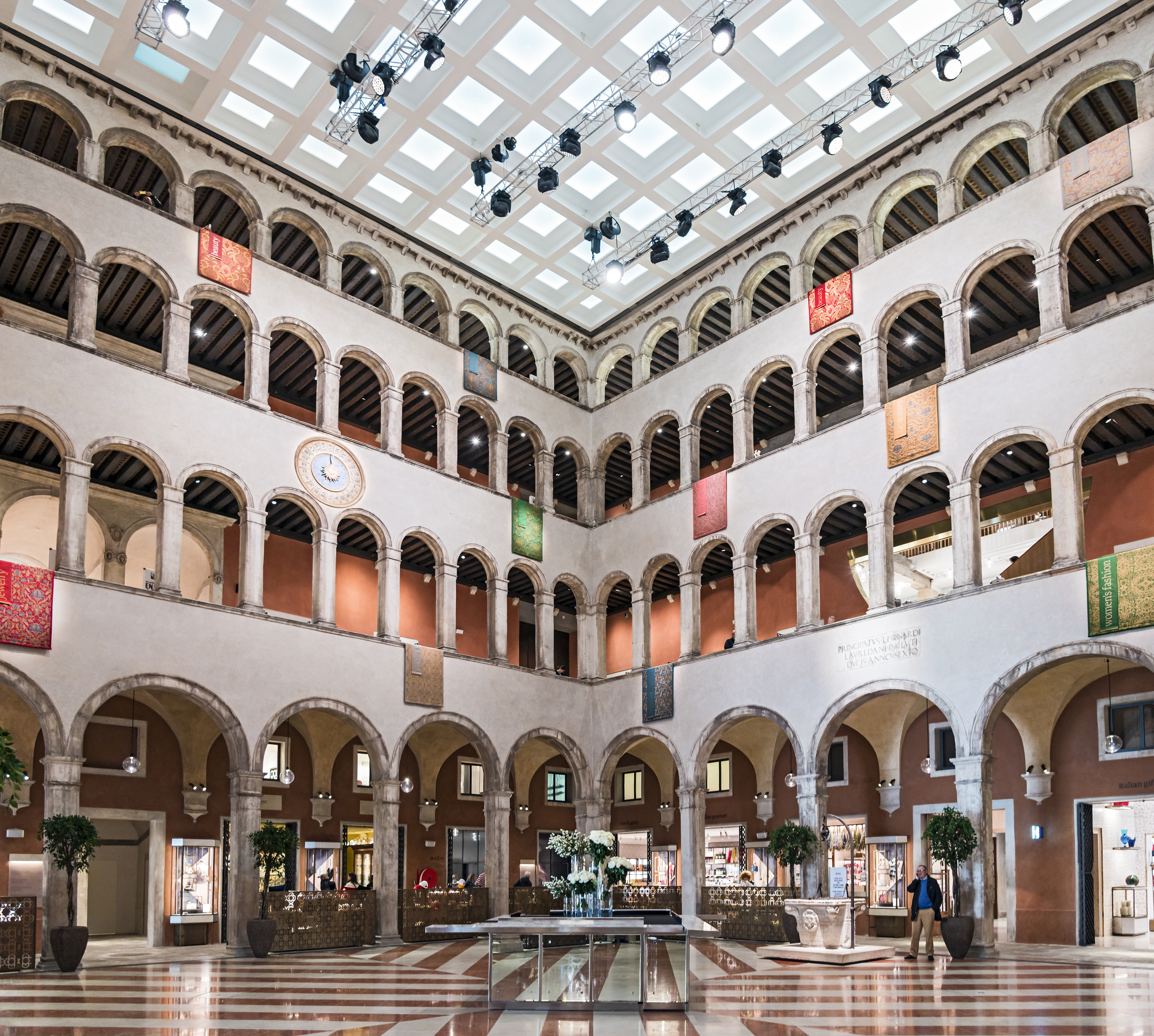
De binnenplaats.

Het Fondaco dei Tedeschi of in het Venetiaans Fontego dei Tedeschi (het Magazijn van de Duitsers) is een historisch beeldbepalend gebouw aan het Canal Grande vlak bij de Rialtobrug in de Italiaanse stad Venetië.

## Functie en gebouw
Het gebouw is oorspronkelijk van 1228, en was een belangrijk handelscentrum van de "Transmuntani" (lui van over de bergen) in de Italiaanse stadstaat. Steden als Lübeck en Keulen hadden in het gebouw hun eigen vertrekken. Aan het einde van de 14e eeuw huisvestte het paleis ook de plaatselijke kantoren van de familie Fugger, bekende Duitse kooplieden en bankiers.
De handelaren voerden Russisch bont, sieraden, Westfaalse stoffen en gedroogde vis in, en namen specerijen, zuidvruchten en zijden stoffen mee terug.
Het gebouw werd van 1505 tot 1508 na een brand herbouwd naar een ontwerp van Giovanni Giocondo tot het huidige gebouw van vier verdiepingen rond een grote binnenplaats. Rond 1508 brachten Giorgione en Titiaan fresco's aan op de gevel, waarbij de destijds bekendere Giorgione de prominente kanaalzijde voor zijn rekening nam. De fresco's zijn grotendeels verloren gegaan als gevolg van het zeeklimaat van de stad.
In de 20e eeuw had het Fondaco zijn handelsfunctie verloren en was het in gebruik als douanekantoor en postkantoor. 

## Winkelcentrum
In 2008 kocht Benetton het inmiddels leegstaande kolossale pand (11.000 m²) om het te verbouwen tot winkelcentrum. Daar heeft het bedrijf de Nederlandse architect Rem Koolhaas van het Office for Metropolitan Architecture (OMA) voor ingeschakeld. De verbouwing zou circa 100 miljoen euro kosten en werd voltooid in 2016. Er is nu een filiaal gevestigd van de luxe winkelketen DFS, onderdeel van LVMH.